# Zoran Drvenkar
Zoran Drvenkar (n. 19 iulie 1967, Križevci, Republica Socialistă Croația, RSF Iugoslavia) este un scriitor croato-german contemporan.

## Biografie
Zoran Drvenkar s-a născut la Križevci, dar părinții săi au imigrat în Germania în 1970. A crescut în Charlottenburg. 
A avut job-uri variate, spre exemplu a lucrat în grădiniță sau în magazine, iar pentru câteva luni a fost jurnalist la Tagesspiegel în Berlin. După 1989 a plecat în Bayern, iar între 1991 și 1994 a stat în Olanda, într-o rulotă. Ulterior, a ales să stea în apropiere de Berlin. 
Drvenkar activează ca scriitor după 1989, publicând romane, poezii, piese de teatru, proză scurtă. Este cunoscut pentru cărțile sale pentru adolescenți, dar și pentru romanele sale polițiste. 
A obținut mai multe burse literare, printre care și bursa Alfred Döblin din partea Academiei de Arte. 
În 2004 publica cartea pentru copii Die Kurzhosengang, sub pseudonimul Victor Caspak & Yves Lanois, obținând Premiul German de Carte pentru Tineret 

## Opere literare

### Romane
- Könnte ich meine Sehnsucht nach dir sammeln, mit Corinna Bernburg, Photographien & Gedichte, cbj, 2015. ISBN 978-3-570-15909-5
- Still, Eder & Bach, Berlin 2014. ISBN 3-945386-00-4
- Du, Ullstein Buchverlag 2010. ISBN 3-550-08773-X
- Sorry, Ullstein Buchverlag 2009. ISBN 3-550-08772-1
- Yugoslavian Gigolo, Klett-Cotta 2005. ISBN 978-3-423-20977-9
- Du bist zu schnell, Klett-Cotta 2003. ISBN 3-608-93623-8

### Cărți pentru tineret
- Könnte ich meine Sehnsucht nach dir sammeln, mit Corinna Bernburg, Photographien & Gedichte, cbj, 2015. ISBN 978-3-570-15909-5
- Der Ruf aus dem Eis - Der letzte Engel (Teil II), 2015 cbj ISBN 978-3-570-17137-0
- Der letzte Engel - (Teil I), 2012 cbj ISBN 978-3-570-15459-5
- was geht wenn du bleibst, 2005 Carlsen ISBN 3-551-58148-7
- Cengiz & Locke, Carlsen, Hamburg 2002 ISBN 3-551-58074-X
- Sag mir, was du siehst, Carlsen 2002. ISBN 3-551-58097-9
- Touch the flame, Carlsen 2001. ISBN 3-551-58071-5
- Im Regen stehen, 2000, Rowohlt ISBN 3-499-20993-4
- Der Bruder, 1999 Rowohlt ISBN 3-499-20958-6
- Niemand so stark wie wir, 1999 Rowohlt ISBN 3-499-20936-5

### Cărți pentru copii
- Die Kurzhosengang & das Testament der Brüder, CBJ 2018
- Die Rückkehr der Kurzhosengang, Neuauflage, CBJ 2018
- Weißt du noch, mit Bildern von Jutta Bauer, Hanser 2017
- Die tollkühne Rückkehr von JanBenMax, mit Bildern von Christine Schwarz, CBJ 2013
- Die tollkühnen Abenteuer von JanBenMax, Neuauflage, mit Bildern von Christine Schwarz, CBJ 2013
- Du schon wieder, Neuauflage, illustriert von Ole Könnecke, CBJ 2013
- Die Kurzhosengang & das Totem von Okkerville, mit Bildern von Martin Baltscheit, CBJ 2012
- Die tollkühnen Abenteuer von JanBenMax, mit Bildern von Christine Schwarz, Bloomsbury 2008
- Frankie unsichtbar, mit Bildern von Martin Baltscheit, Tulipan 2008
- Zarah - Du hast doch keine Angst, oder?, mit Bildern von Martin Baltscheit, Bloomsbury 2007
- Paula und die Leichtigkeit des Seins, mit Illustrationen von Peter Schössow, Bloomsbury 2007
- Die Rückkehr der Kurzhosengang, unter dem Pseudonym Victor Caspak & Yves Lanois, Bloomsbury 2006
- Wenn die Kugel zur Sonne wird, Roman mit Gregor Tessnow, Terzio 2006, ISBN 978-3-89835-854-5
- Die Nacht, in der meine Schwester den Weihnachtsmann entführte, Carlsen, Hamburg 2005, ISBN 3-551-55419-6
- Die Kurzhosengang, unter dem Pseudonym Victor Caspak & Yves Lanois, Carlsen 2004

## Traduceri în limba română
German Psycho, tradăcător: Mara Yvonne Wagner, București: Editura Tei, 2007 - 306 pag. ISBN 978-973-707-142-2. Titlul original: Du bist zu schnell. Inclus în proiectul Punți literare al Goethe-Institut.

## Legături externe
- Offizielle Homepage von Zoran Drvenkar
- de Zoran Drvenkar în Catalogul Bibliotecii Naționale a Germaniei (Informații despre Zoran Drvenkar • PICA • Căutare pe site-ul Apper)
- Zoran Drvenkar la Internet Movie Database
- de Zoran Drvenkar în Perlentaucher
- Interview mit Zoran Drvenkar auf KinderundJugendmedien.de